# USS Pinnacle (AM-274)
USS Pinnacle (AM-274) trałowiec typu Admirable służący w United States Navy w czasie II wojny światowej.
Stępkę okrętu położono 1 lutego 1943 w stoczni Gulf Shipbuilding Corp. w Chickasaw (Alabama). Zwodowano go 11 września 1943, matką chrzestną była Francis W. Osborn. Jednostka weszła do służby 24 maja 1944, pierwszym dowódcą został Lt. Joseph B. Willams.
Brał udział w działaniach II wojny światowej. Przekazany Republice Chińskiej służył jako "Yung-Hsiu" (MSF-48).

## Odznaczenia
"Pinnacle" otrzymał 2 battle star za służbę w czasie II wojny światowej.